# Henri Camara
Henri Camara (* 10. Mai 1977 in Dakar) ist ein ehemaliger senegalesischer Fußballspieler. Er ist Rekordnationalspieler der senegalesischen Nationalmannschaft.

## Spielerkarriere

### Verein
Henri Camara begann seine Karriere als Profifußballer 1998 in Frankreich bei Racing Straßburg. Nach einem Jahr ohne Einsatz wechselte er zum Schweizer Verein Neuchâtel Xamax und nach einer starken Saison mit 17 Toren in 32 Spielen zum Grasshopper Club Zürich. In der Folgezeit war er auch noch für den französischen Club CS Sedan, den englischen Verein Wolverhampton Wanderers und als Leihspieler beim schottischen Serienmeister Celtic Glasgow tätig. Ebenfalls ausgeliehen spielte er für den FC Southampton.
Zwischen 2005 und 2009 war er bei Wigan Athletic in der Premier League beschäftigt. Camara ist ein Offensivspieler, der sich durch extreme Schnelligkeit auszeichnet. Der Senegalese spielt beidfüßig und war zwischenzeitlich an die Ligarivalen West Ham United und Stoke City ausgeliehen.
Nach mehr als vier Monaten ohne neuen Arbeitgeber unterschrieb Camara beim Zweitligisten Sheffield United einen Vertrag bis zum Ende der Saison 2009/10. Im Mai 2010 heuerte er ebenfalls für ein Jahr beim griechischen Erstligisten Atromitos Athen an, den er nach einem Jahr verließ. Von 2011 bis 2014 war er beim griechischen Erstligisten Panetolikos unter Vertrag, für den er nach einer einjährigen Zwischenstation noch einmal in der Saison 2015/16 spielte. Nach weiteren Stationen in Griechenland beendete Camara im Sommer 2018 seine Karriere.

### Nationalmannschaft
Für Senegal nahm Camara an der Fußball-Weltmeisterschaft 2002, sowie fünfmal an der Fußball-Afrikameisterschaft teil (2000, 2002, 2004, 2006, 2008). Das Abschneiden bei der WM 2002, wo Senegal es bis unter die letzten Acht schaffte, war der bisher größte Erfolg bei Weltmeisterschaften. Im Achtelfinale, dem 2:1-Sieg gegen Schweden, erzielte er das zwischenzeitliche 1:1 sowie in der 104. Minute das entscheidende Golden Goal. Des Weiteren wurde er nach dem Spiel zum Man of the Match ernannt.
International hätte Camara auch die Möglichkeit gehabt, für Guinea zu spielen, da sein Vater in Guinea geboren wurde. Er entschied sich aber, für den Senegal zu spielen, da er dort geboren wurde und er Guinea nicht sehr gut kannte.

## Privates
Henri Camaras Vater stammt aus Guinea und seine Mutter aus dem Senegal. Er hat einen Sohn, Henri Junior (* 2006), mit seiner Lebensgefährtin. Er gehört zur Volksgruppe der Susu; obwohl in dieser über 99 % Muslime sind, ist Camara gläubiger Christ.